# Tel père, tel fils (film, 2013)
Pour les articles homonymes, voir Tel père, tel fils.
Pour plus de détails, voir Fiche technique et Distribution.
Tel père, tel fils (そして父になる, Soshite chichi ni naru) est un film japonais réalisé par Hirokazu Kore-eda, sorti en 2013.
Présenté en sélection officielle au festival de Cannes 2013, il y obtient le prix du jury.

## Synopsis
Un architecte et sa femme apprennent que leur fils de six ans a été interverti avec un autre à la naissance. L'hôpital leur fait rencontrer la famille de leur enfant biologique, d'un milieu plus modeste. Un nouvel échange des deux enfants s'impose peu à peu aux deux familles, non sans poser de nombreux problèmes qui remettent en cause pour les pères et les mères leurs idées reçues.

## Fiche technique
- Titre original : そして父になる (Soshite chichi ni naru?, signifiant « Être un père après tout » ou « C'est ainsi qu'on devient père »)
- Titre français : Tel père, tel fils[1]
- Titre anglais : Like Father, Like Son
- Réalisation : Hirokazu Kore-eda
- Scénario : Hirokazu Kore-eda
- Musique : Takeshi Matsubara, Jun'ichi Matsumoto et Takashi Mori
- Photographie : Mikiya Takimoto
- Montage : Hirokazu Kore-eda
- Direction artistique : Kazunari Hattori
- Décors : Keiko Mitsumatsu
- Son : Yutaka Tsurumaki
- Sociétés de production : Amuse, Fuji Television Network et GAGA
- Pays de production :  Japon
- Langue originale : japonais
- Durée : 121 minutes
- Dates de sortie  :
  - France : 18 mai 2013 (Festival de Cannes), 30 juin 2013 (Festival de La Rochelle), 25 décembre 2013 (sortie nationale)
  - Japon : 28 septembre 2013

## Distribution
- Masaharu Fukuyama (V.F. : Dimitri Rataud) : Ryota Nonomiya
- Machiko Ono (V. F. : Lisa Martino) : Midori Nonomiya
- Lily Franky (V. F. : Loïc Houdré) : Yudai Saiki
- Yōko Maki (V. F. : Marie Donnio) :  Yukari Saiki
- Keita Ninomiya  (V.F. : Esteban Francois) : Keita Nonomiya
- Shôgen Hwang : Ryusei Saiki
- Yuri Nakamura : Miyazaki Shoko
- Pierre Taki (en)
- Tomoya Nakamura
- Tetsushi Tanaka

Sources et légendes : Version française (V. F.) sur le site d’AlterEgo (la société de doublage)

## Distinctions

### Récompenses
- Festival de Cannes 2013 :
  - Prix du jury[1]
  - Prix du jury œcuménique - mention spéciale
- Festival international du film de Vancouver 2013 : People’s Choice Award

### Nominations et sélections
- Festival de Cannes 2013 : sélection officielle, en compétition pour la Palme d'or
- AFI Fest 2013
- Festival international du film des Hamptons 2013
- Festival du film de Londres 2013
- Festival du film de New York 2013
- Festival international du film de Thessalonique 2013
- Festival international du film de Toronto 2013 : sélection « Special Presentations »
- Festival international du film de Palm Springs 2014 : sélection « Modern Masters »